# 妙達
妙達（みょうたつ、生没年未詳）は、平安時代中期の天台宗の僧。
出羽国（現在の山形県）鶴岡の龍華寺（善寶寺の前身）を天慶から天暦年間（938年-957年）頃に開山したとされる法華経の行者。『今昔物語集』などに955年（天暦9年）、閻魔大王から衆生を救うことを勧められ、死後7日目に蘇ったという伝承が残る。

## 参考資料
- 『今昔物語集』岩波書店
- 『日本人名大辞典』講談社